# Cryptocarya lauriflora
Cryptocarya lauriflora là loài thực vật có hoa trong họ Nguyệt quế. Loài này được (Blanco) Merr. miêu tả khoa học đầu tiên năm 1909.